# مازيراتي ألفييري
مازيراتي ألفييري هي سيارة مبتكرة من شركة مازيراتي الإيطالية ظهرت لأول مرة في معرض جنيف للسيارات 2014. تتسع المقصورة لأربعة ركاب، وتستفيد من لوحة قيادة مستوحاة من مازيراتي 5000 جي تي. تملك السيارة محرك بثماني إسطوانات بسعة 4,7 ليترات، المأخوذ من طراز مارانيلو والذي يولد طاقة حصانية تبلغ 460 حصاناً عند 7000 د.د. مع حد أقصى لعزم الدوران يبلغ 53 م/كلغ.